# Hjalmar Paulsen
Paul Hjalmar Paulsen, född 1 december 1880 i Södra Ljunga socken, död 10 november 1964 i Burlövs församling, var en svensk agronom.
Hjalmar Paulsen var son till lantbrukaren Rasmus Paulsen. Efter genomgång av Grimslövs folkhögskola och Hvilans lantmannaskola blev han elev vid Alnarps lantbruksinstitut 1903 och utexaminerades därifrån 1905. Paulsen var lärare vid Hvilans lantmannaskola 1905–1907, assistent vid Malmöhus läns jordbruksförsök 1906 och jordbrukskonsulent i länet 1907–1945, från 1912 med titeln förste jordbrukskonsulent. Han företog studieresor till Danmark, Tyskland, Nederländerna, Frankrike, England och Skottland 1906–1907 samt till Norge 1921. Paulsen gjorde viktiga insatser på jordbruksområdet särskilt rörande småbruksundervisningen, täckdikningen och växtodlingen. I kommittén för lantbrukshistoriska utställningen vid jubileumslantbruksmötet i Malmö 1914 var han ledamot och sekreterare. En del av det därvid hopsamlade materialet kom att bilda grundstommen till lantbruksmuseet i Alnarp. Av Paulsens många övriga uppdrag märks, att han var styrelseordförande i Skånska getavelsföreningen från 1908 och kommissarie för lantbruksbinäringarnas årliga höstutställning i Malmö från 1921 samt var fram till 1940 styrelseledamot i Sveriges lantbrukslärareförbund. Han deltog 1916 i stiftandet av Föreningen Sveriges jordbrukskonsulenter och var vice ordförande där till 1924 samt ordförande 1924–1940. Paulsen publicerade talrika uppsatser och artiklar både i facktidskrifter och i dagspressen utgav därutöver bland annat Jordbrukarens räkenskapsbok (1921, tillsammans med Victor Ekerot). Paulsen var även under många år kommunalt verksam i Burlövs kommun.